# Joseph Schilter
Joseph Schilter, auch Josef Schilter (* 18. Mai 1871 in Steinen, Kanton Schwyz; † 21. Mai 1956 in Zug, Kanton Zug), war ein Schweizer Kirchenmaler und Entwerfer von Bleiglasfenstern.

## Leben
Joseph Schilter war der Sohn eines Mühlenbauers. Er besuchte das Gymnasium in Schwyz und studierte zunächst an der Königlichen Akademie der Bildenden Künste in München, wo er sich am 20. Oktober 1893 für das Fach Malerei immatrikulierte. Danach studierte er in Düsseldorf. Zurückgekehrt in die Schweiz liess er sich als Bürger in Steinen (Kanton Schwyz) nieder und wirkte als Kirchenmaler und Gestalter von Bleiglasfenstern. 1921 rettete er die Steinener Fasnacht-Holzmasken Talibasch und Välädi vor der Verbrennung, indem er sie von einem Tischmacher an sich nahm und an das Schweizerische Landesmuseum verkaufte.

## Werke (Auswahl)
- 1899: Altarbild Unbefleckte Empfängnis und drei Deckengemälde, für die Kapelle der Kirche St. Laurentius in Dallenwil
- 1902: Entwurf für einen Zyklus von 14 Glasfenstern, Kirche St. Laurentius in Dallenwil, ausgeführt von Karl Wehrli (1843–1902)
- 1916: Heiliges Grab, Pfarrkirche St. Jakob in Steinen SZ
- Wandgemälde Jesus der Kinderfreund, im Lehrerseminar in Zug
- Deckengemälde, für die Holzwang-Kapelle auf dem Wiesenberg[7]